# Södra Näsby
Södra Näsby är en by i Mörbylånga kommun i Kalmar län, belägen i Sandby socken på sydöstra Öland cirka 26 km nordost om centralorten Mörbylånga. 
Södra Näsby gränsar i norr till Norra Näsby, i väster till Åby, i söder till Norra Sandby samt i öster till Östersjön.